# 两宋名贤小集
《两宋名贤小集》是宋代诗歌总集，共三百八十卷。宋代陈思编，元代陈世隆补編。
陳思是南宋末年杭州书商，陳世隆則为陳思从孙。《两宋名贤小集》收詩始於杨亿《杨文公集》，终於潘音《待清軒遺稿》，共收两宋诗人的诗集共二百五十六家，其中朱继芳、施枢各有诗集兩部。书后有署名朱彝尊跋，稱史弥远疑此書有谤己言論，诗版遂毁，顯然將《两宋名贤小集》和陳起之《江湖集》混為一談。清初四库馆臣疑此跋为伪托。清人曹庭栋编《宋百家诗存》一書，大量抄自《两宋名贤小集》。